# Gambia na Mistrzostwach Świata w Lekkoatletyce 2011
Gambia na Mistrzostwach Świata w Lekkoatletyce 2011 reprezentowana była przez dwóch zawodników.

## Występy reprezentantów Gambii

### Mężczyźni

#### Konkurencje biegowe
| Konkurencja   | Zawodnik        | Runda 1  | Runda 1 | Runda 2  | Runda 2 | Półfinał | Półfinał | Finał    | Finał   |
| Konkurencja   | Zawodnik        | Rezultat | Pozycja | Rezultat | Pozycja | Rezultat | Pozycja  | Rezultat | Pozycja |
| ------------- | --------------- | -------- | ------- | -------- | ------- | -------- | -------- | -------- | ------- |
| Bieg na 100 m | Suwaibou Sanneh |          |         | 10,50    | 30      |          |          |          |         |

### Kobiety

#### Konkurencje biegowe
| Konkurencja   | Zawodniczka   | Runda 1  | Runda 1 | Runda 2    | Runda 2 | Półfinał | Półfinał | Finał    | Finał   |
| Konkurencja   | Zawodniczka   | Rezultat | Pozycja | Rezultat   | Pozycja | Rezultat | Pozycja  | Rezultat | Pozycja |
| ------------- | ------------- | -------- | ------- | ---------- | ------- | -------- | -------- | -------- | ------- |
| Bieg na 200 m | Fanny Shonobi |          |         | 25,55 (SB) | 36      |          |          |          |         |